# Dysmicoccus aciculus
Dysmicoccus aciculus är en insektsart som beskrevs av Ferris 1950. Dysmicoccus aciculus ingår i släktet Dysmicoccus och familjen ullsköldlöss. Inga underarter finns listade i Catalogue of Life.